# Roman Seljak
Roman Seljak, slovenski smučarski tekač, * 27. september 1934, Žiri, † 8. april 1994, Kranj.
Seljak je za Jugoslavijo nastopil na Zimskih olimpijskih igrah 1964 v Innsbrucku, kjer je sodeloval v teku na 15 in 30  km ter v štafeti 4 x 10 km. V teku na 15 km je osvojil 46. mesto, v teku na 30 km pa 45. Štafeta je igre končala na 12. mestu